# Francisco Arce
Francisco Javier Arce Rolón (Paraguarí, 2 april 1971) is een Paraguayaans voetbaltrainer en voormalig profvoetballer.

## Clubcarrière
Francisco Arce speelde tussen 1991 en 2006 voor Cerro Porteño, Grêmio, Palmeiras, Gamba Osaka, Libertad en Club 12 de Octubre.

## Interlandcarrière
Francisco Arce debuteerde op 30 juni 1995 in het Paraguayaans nationaal elftal en speelde in totaal eenenzestig interlands, waarin hij vijf keer scoorde. Hij vertegenwoordigde zijn vaderland op de Olympische Spelen van 1992 in Barcelona.

## Erelijst
Cerro Porteño
- Liga Paraguaya: 1991, 1992, 1994

 Grêmio
- CONMEBOL Libertadores: 1995
- CONMEBOL Recopa: 1996
- Campeonato Gaúcho: 1995, 1996
- Campeonato Brasileiro Série A: 1996
- Copa do Brasil: 1997

 Palmeiras
- Copa do Brasil: 1998
- Copa Mercosul: 1998
- CONMEBOL Libertadores: 1999
- Copa dos Campeões: 2000
- Torneio Rio-São Paulo: 2000

Als trainer
 Club Rubio Ñú
- División Intermedia: 2008

 Cerro Porteño
- Primera División: 2013 (onverslagen)

 Club Olimpia
- Primera División: 2015